# 1500-е годы
1500-е (ты́сяча пятисо́тые) го́ды по юлианскому календарю — промежуток времени с 1 января 1500 года по 31 декабря 1509 года, включающий 1500 год 10-го десятилетия XV века  и с 1501 по 1509 годы    1-го десятилетия XVI века 2-го тысячелетия.  Они закончились 516 лет назад.

## Важнейшие события
- Турецко-венецианская война (1499—1503)[1][2][3]. Битва при Лепанто (1500)[4][5].
- Вторая итальянская война (1499—1504). Битва при Чериньоле (1503), отмечена историками как первое сражение в мире, выигранное с помощью порохового стрелкового оружия.
- Русско-литовские войны: 1500—1503 и 1507—1508.
- Побережье Бразилии официально открыто и присоединено к Португалии (1500; Педру Алвариш Кабрал).
- Бухарское ханство (1500—1785). Сефевидское государство (1501—1736; Исмаил I).
- Португало-египетская война (1505—1517). Битва при Диу (1509) между Португалией и Османской империей за господство в Индийском океане.
- Португало-персидская война (1507—1622). Захват Ормуза (1507).
- Война Камбрейской лиги (1508—1516; Итальянские войны).
- Стамбульское землетрясение (1509).

## Культура
- Микеланджело (1475—1564), скульптор, живописец, архитектор, поэт, мыслитель. «Давид» (1504).
- Леонардо да Винчи (1452—1519), художник, учёный, изобретатель, писатель. «Мона Лиза» (ок. 1505).
- Эразм Роттердамский (1469—1536), гуманист. «Похвала глупости» (1509).

## Родились

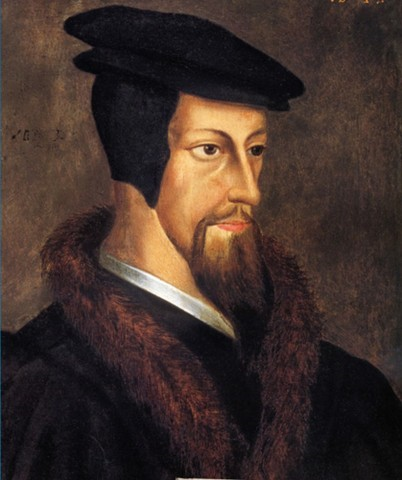
Изображение Жана Кальвина.

- Григорий XIII — папа римский с 13 мая 1572 по 10 апреля 1585 год.
- Кальвин, Жан — французский богослов, реформатор церкви, основатель кальвинизма.
- Джероламо Кардано — итальянский математик XVI века, инженер, философ, медик и астролог. В его честь названы открытые Сципионом дель Ферро формулы решения кубического уравнения (Кардано был их первым публикатором) и карданный вал.
- Карл V — король Германии (римский король) с 28 июня 1519 по 1520 годы, император Священной Римской империи с 1520 года (коронован 24 февраля 1530 года в Болонье папой римским Климентом VII), король Испании (Кастилии и Арагона) с 23 января 1516 года (под именем Карла I). Крупнейший государственный деятель Европы первой половины XVI века, внёсший наибольший вклад в историю среди правителей того времени[6][7]. Карл V — последний человек, когда-либо формально провозглашённый римским императором, он же — последний человек, отпраздновавший в Риме триумф.
- Марцелл II — папа римский с 9 по 30 апреля 1555 года.
- Нострадамус — французский астролог, врач, фармацевт и алхимик, знаменитый своими пророчествами.
- Палладио, Андреа — великий итальянский архитектор позднего Возрождения, основоположник палладианства и классицизма.
- Пий V — папа римский с 7 января 1566 по 1 мая 1572.
- Фердинанд I — король Венгрии и Богемии с 1526 года, император Священной Римской империи с 1556 (формально с 1558) года, родоначальник младшей (австрийской) ветви дома Габсбургов. Также был эрцгерцогом Австрии, и именно в его правление Австрией турки потерпели поражение под Веной (1529)
- Франциск Ксаверий — христианский миссионер и сооснователь Общества Иисуса (ордена Иезуитов).

## Скончались

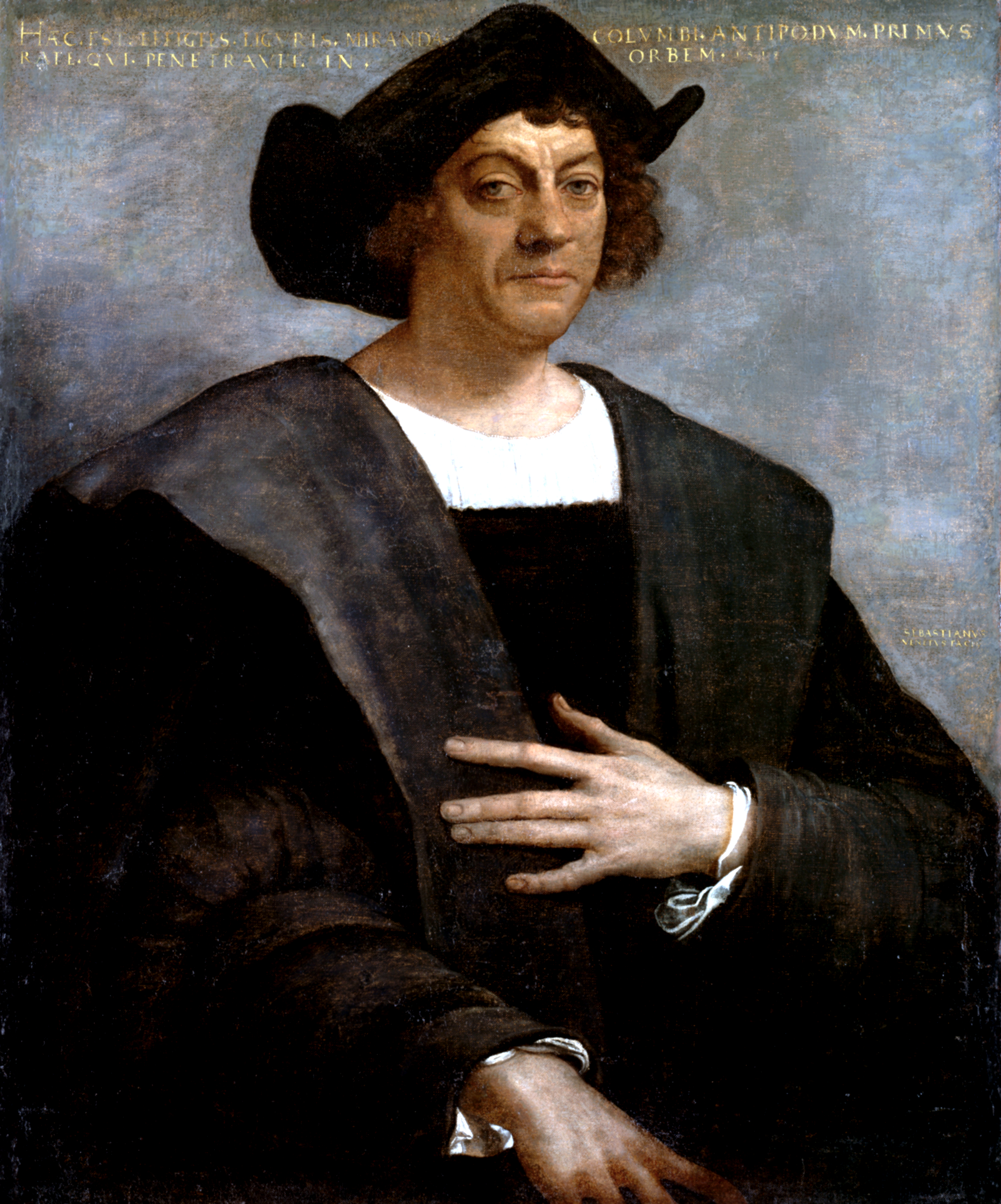
Изображение Христофора Колумба.

- Александр VI — папа римский с 12 августа 1492 по 18 августа 1503.
- Борджиа, Чезаре — политический деятель, герцог валансский и романьольский, принц Андрии и Венафро, граф дийосский, правитель Пьомбино, Камерино и Урбино, гонфалоньер и генерал-капитан Святой церкви. Сын Родриго Борджиа, будущего папы Александра VI, и Ваноццы де Каттани. Старший брат Лукреции Борджиа.
- Генрих VII — король Англии и государь Ирландии, первый монарх из династии Тюдоров.
- Бартоломеу Диаш — португальский мореплаватель. В 1488 году в поисках морского маршрута в Индию он первым из европейцев обогнул Африку с юга, открыл мыс Доброй Надежды и вышел в Индийский океан.
- Иван III Васильевич — великий князь московский с 1462 по 1505 год, сын московского великого князя Василия II Васильевича Тёмного.
- Изабелла I — королева Кастилии и Леона. Супруга Фердинанда II Арагонского, династический брак, который положил начало объединению Испании в единое государство.
- Колумб, Христофор — испанский мореплаватель и открыватель новых земель, известный своим открытием Америки в 1492 году.
- Мантенья, Андреа — итальянский художник, представитель падуанской школы живописи. В отличие от большинства других классиков итальянского Ренессанса, писал в жёсткой и резкой манере.
- Пий III — папа римский с 22 сентября по 18 октября 1503.
- Филипп I Красивый — герцог Бургундии под именем Филипп IV (с 1482 года) и король-консорт Кастилии под именем Филипп I (с 1504 года), первый представитель династии Габсбургов на испанском престоле.